# Giacomina di Hainaut
Giacomina o Jacqueline di Wittelsbach o di Hainaut (Le Quesnoy, 15 luglio 1401 – Teylingen, 8 ottobre 1436) è stata Delfina consorte di Francia dal 1415 al 1417, Contessa di Hainaut, d'Olanda e Zelanda dal 1417 e Duchessa di Baviera-Straubing dal 1425 al 1432, inoltre duchessa consorte del Brabante e del Limburgo dal 1418 al 1422 e duchessa consorte di Gloucester dal 1422 al 1428.

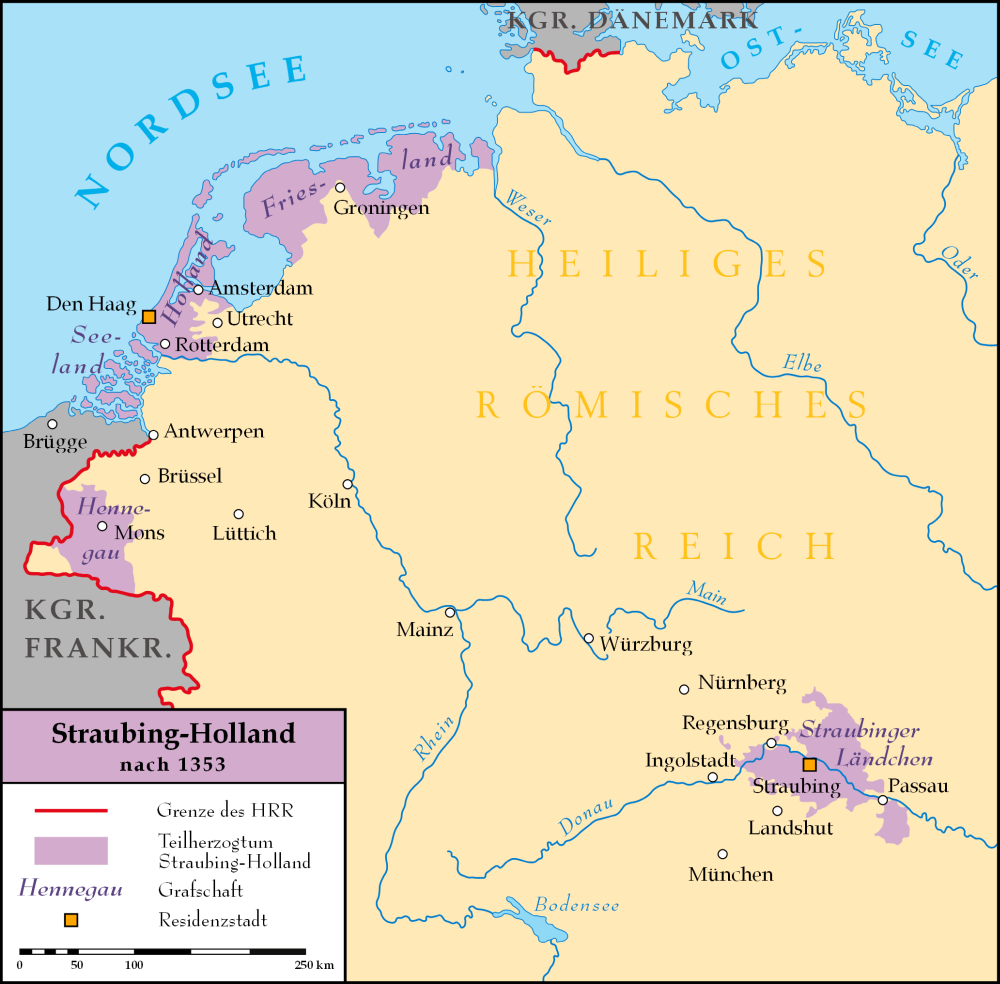
Mappa dei territori lasciati in eredità a Giacomina dal padre, Guglielmo II di Baviera-Straubing

Giacomina fu l'ultimo regnante d'Hainaut e d'Olanda della casata dei Wittelsbach. Alla sua morte gli stati passarono in eredità a Filippo il Buono.

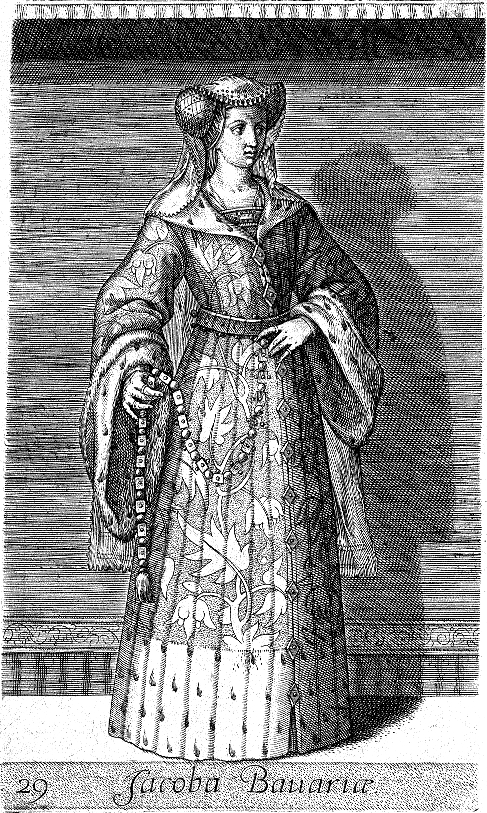
Giacomina di Baviera

## Origine
Giacomina, secondo il continuatie III della Chronologia Johannes de Beke era la figlia del duca di Baviera-Straubing, conte d'Olanda e Zelanda e conte d'Hainaut, Guglielmo II e della moglie, Margherita, figlia del duca di Borgogna Filippo II, e della contessa di Borgogna (Franca Contea), Artois e Fiandre, Margherita III di Male, come ci conferma il Iohannis de Thilrode Chronicon 19.
Guglielmo II, secondo il continuatie IV della Chronologia Johannes de Beke era il figlio maschio primogenito del duca di Baviera, conte d'Olanda e Zelanda e conte d'Hainaut, Alberto I e della moglie, Margherita di Brieg, figlia di Ludovico I il Giusto e di sua moglie Agnese di Sagan (sia il matrimonio che la paternità sono confermati dal Scriptores rerum silesiacarum: oder, Sammlung schlesischer ..., Volume 1).

## Biografia

### Il matrimonio con il Delfino di Francia
Nata dopo 16 anni di matrimonio senza figli, sin dai primi anni di vita, Giacomina ottenne il predicato "d'Olanda", che la indicava come erede degli stati paterni, il che la fece quindi ereditiera di una delle maggiori fortune d'Europa. Ancora bambina, Giacomina venne promessa in sposa a Giovanni, Duca di Touraine, quarto figlio di Carlo VI di Francia e della regina consorte Isabella di Baviera. Entrambi i bambini vennero cresciuti insieme e con un'ottima educazione. Il 6 agosto 1415, quando Giacomina aveva solo quattordici anni, la giovane coppia si sposò.
Il 15 dicembre 1415 morì Luigi, il fratello maggiore di Giovanni e Delfino di Francia, e Giovanni divenne Delfino al suo posto e quindi erede al trono. Giovanni però morì il 4 aprile 1417 (a Compiègne, si disse di un terribile ascesso al collo, ma pare fosse stato avvelenato); circa due mesi dopo, Giacomina perse il padre, rimanendo quindi vedova, orfana ed ereditiera di una grande fortuna.
Guglielmo II, prima della propria morte nel castello di Bouchain, il 31 maggio 1417, aveva fatto testamento in favore della figlia Giacomina e fu sepolto a Valenciennes; la morte di Guglielmo (domini ducis Willelmi Bavarie et Hanonie comitis) ci viene confermata dal Ex Necrologio Sanctæ Waldetrudis il 31 di maggio (iride kal. Iuni).
Succeduta al padre nelle contee di Olanda, Zelanda e Hainaut e nel ducato di Baviera-Straubing, Giacomina venne opposta allo zio paterno Giovanni III, Vescovo di Liegi, che, avendo rinunciato alla carriera ecclesiastica, abbandonò il vescovado e ottenne il ducato di Baviera-Straubing dal Principe elettore di Brandeburgo, Re d'Ungheria, Re di Croazia, Rex Romanorum e futuro Re di Boemia e Imperatore del Sacro Romano Impero, Sigismondo di Lussemburgo (lo zio della futura moglie di Giovanni III, Elisabetta di Lussemburgo, sposata nel 1418) e, con l'aiuto di Sigismondo, Giovanni III iniziò subito una guerra civile contro Jacqueline ; allora il suo zio e tutore Giovanni di Borgogna, organizzò il suo matrimonio con il di lei cugino primo (figlio di Antonio, fratello di sua mamma Margherita), il Duca Giovanni IV di Brabante, figliastro di Elisabetta di Lussemburgo e nipote di Giovanni di Borgogna.

### Il matrimonio con il Duca di Brabante
Il matrimonio con il Duca di Brabante, avvenuto il 10 aprile 1418 non le apportò certo un periodo di felicità come aspettava da tempo. Il marito era di due anni più giovane di lei, pallido e malato. Tra l'altro fu questo un periodo difficile per la contea d'Olanda stessa, minata dalla guerra civile; infatti Giovanni III aveva attaccato Giacomina ed il suo giovane marito, che potevano contare sul sostegno della fazione degli Hoeks in Olanda (fazione composta dalla piccola nobiltà cittadina della contea).
Con la mediazione di Giovanni di Borgogna, venne concluso un trattato di ripartizione nel 1419 tra Giacomina e Giovanni III di Baviera.
Non accettando questa situazione, Giacomina - a causa di continui problemi personali e politici tra i due -, nel 1421, abbandonò il marito Giovanni IV e si recò nel Regno d'Inghilterra su invito di Enrico V. All'arrivo si trovava Umfredo Plantageneto, duca di Gloucester, il fratello minore del Re Enrico V ad accoglierla. Egli si presentava come un uomo sulla trentina, non sposato e, in accordo con le cronache d'epoca, estremamente intelligente ed acculturato. Il precedente matrimonio di Giacomina venne dichiarato illegale, e lei ottenne il divorzio.
Fu Enrico V a proporle il matrimonio con il Duca di Gloucester. Giacomina fu onorata di questa proposta, accettò e divenne uno dei membri più importanti della famiglia reale inglese, divenendo madrina del futuro Enrico VI d'Inghilterra.

### Il matrimonio con il Duca di Gloucester
Fu solo dopo l'inaspettata morte di Enrico V nel 1422 che Giacomina e Umfredo, che era divenuto Lord Protettore, assieme al fratello, Giovanni Plantageneto, I duca di Bedford, 1 ° Duca di Bedford, Reggente di Francia e Inghilterra, si sposarono. Comunque, anche se le regole per il lutto non vennero completamente rispettate, è risaputo che i due si sposarono nell'ottobre del 1422. Giacomina riteneva che Umfredo l'avrebbe aiutata a tornare in possesso delle contee di suo legittimo dominio; infatti nell'ottobre del 1424 Umfredo, con le proprie armate, mosse guerra all'Olanda, invadendo l'Hainaut, trovando l'opposizione del duca di Borgogna, Filippo il Buono, cugino di suo marito Giovanni IV. La spedizione fu un fallimento e ben presto infatti, Umfredo, dovette rinunciare a quest'impresa ed ai desideri della moglie: infatti Filippo il Buono, Duca di Borgogna, ottenuta dal Papa Martino V, la promessa di annullare il secondo matrimonio di Giacomina e dal Duca di Bedford quella di abbandonare il fratello, Umfredo di Gloucester, al suo destino, nel 1424, scacciò quest'ultimo dall'Hainaut, catturò Giacomina, tenendola prigioniera a Mons.
La situazione cambiò dal 6 gennaio 1425 quando suo zio Giovanni di Baviera-Straubing morì, vittima di un avvelenamento; Giacomina, che era fuggita dalla prigione (era riuscita a fuggire dal castello travestita da soldato), reclamava le tre contee, anche con l'appoggio di Sigismondo di Lussemburgo. Filippo il Buono, convinse il proprio cugino, Giovanni IV, secondo marito di Giacomina, ad affidargli l'amministrazione di tutti i territori di Giacomina e invase l'Olanda.
Alla fine del 1425 Umfredo inviò una flotta di ventiquattro navi contenenti un esercito di 2.000 uomini al comando di Lord FitzWalter. Nel frattempo, Filippo il Buono aveva avuto modo di prepararsi e, il 13 gennaio 1426, iniziò il suo attacco al grosso dell'esercito. Le forze inglesi vennero sconfitte e dopo aver battuto le truppe di Umfredo a Brouwershaven la Zelanda definitivamente nelle mani di Filippo, che si era assicurato l'appoggio del partito dei Kabeljauws (esponenti della borghesia).
Il 27 febbraio 1426, Papa Martino V decretò la validità del matrimonio di Giacomina con Giovanni IV di Brabante, e questo sollevò Umfredo dalla preoccupazione di venirle in aiuto.
Umfredo, reggente in Inghilterra, fu occupato a pieno tempo dagli affari di stato ed inoltre, avendo perso interesse per Giacomina e le sue contee, si consolò con Eleonora Cobham, dama di compagnia di Giacomina; Papa Martino V dopo aver dichiarato la validità del matrimonio con Giovanni, decretò ad ogni modo che il suo successivo con Umfredo, Duca di Gloucester, venisse difatti considerato nullo. Pochi mesi dopo, nel 1428, Umfredo sposò, in seconde nozze, la sua amante Eleonora Cobham.
Nella continua lotta tra le fazioni, Gerard van Poelgeest, un membro del seguito di Giacomina, assediò la città ed il castello di Schoonhoven. Una volta presa la città, trattenne il castello per sei settimane. Egli lasciò liberi di andare tutti gli occupanti, eccetto Allairt Beylinc, il castellano. Avendo un odio personale per Allart Beylinc, egli ordinò che Beylinc potesse aver salva la vita dietro pagamento di 1000 scudi e gli vennero date sette settimane per racimolare tale somma. Comunque, passate le sette settimane, Allairt Beylinc non era ancora riuscito a trovare una somma così grande di denaro e si consegnò a Gerard pensando di venire imprigionato; ma quella notte Poelgeest lo bruciò vivo.
Giovanni di Brabante, in contrasto con Giacomina, pretendeva ora le due contee d'Olanda e Zelanda da Filippo, che ne aveva assunto il protettorato. 
Il 17 aprile 1427, Giovanni IV di Brabante morì, il che ridusse notevolmente le diatribe matrimoniali di Giacomina.
Senza alleati e con Filippo il Buono che faceva pressione su di lei, Giacomina si rese conto che non aveva modo per detenere stabilmente i propri domini e il 3 luglio 1428, "La Riconciliazione di Delft" venne firmata da Giacomina e Filippo. Grazie a questo trattato, Giacomina mantenne i propri titoli di Contessa d'Olanda, Zelanda e Hainaut, ma l'amministrazione di questi territori doveva essere mantenuta da Filippo, che venne nominato anche suo erede qualora ella fosse morta senza eredi. Inoltre non le era permesso sposarsi senza il permesso della madre, Margherita di Borgogna, di Filippo e dei rappresentanti delle tre contee.
Da quel momento il volto di Giacomina comparve con quello di Filippo sulle monete del territorio mentre molti dei suoi sostenitori ottennero alte cariche. Da quel momento trascorse la vita viaggiando prevalentemente per le proprie contee.

### Ultimi anni
Nel 1430 Filippo il Buono impegnò l'Olanda e Zelanda alla famiglia Borselen, che piazzò a capo della propria famiglia, Francesco, Signore di Borselen ("Frank van Borselen"), in cambio di prestiti finanziari. Francesco era stato uno dei maggiori oppositori in passato; nel 1432, Francesco sposò segretamente, a L'Aia, Giacominae tentò di organizzare una ribellione al governo borgognone in Olanda. In risposta di questo, comunque, Filippo invase l'Olanda e imprigionò i membri della famiglia Borselen. Solo alla condizione che Giacomina abdicasse in suo favore sul dominio totale dei suoi territori, avrebbe consentito a Filippo di risparmiare la vita di Francesco, concedere a Giacomina la libertà e di riconoscerle il matrimonio con Borselen. Ella si sottomise nell'april 1432, riottenendo il titolo di Duchessa di Baviera e vivendo confinata con il marito. Giacomina, malgrado avesse rinunciato ai propri titoli, venne conosciuta Duchessa di Baviera e d'Olanda, Contessa di Oostervant. Il 1º marzo 1434 Giacomina e Francesco di Borselen si sposarono ufficialmente nella chiesa di St. Maartensdijk e Filippo riconobbe anche a Francesco il titolo di Conte di Oostervant.
Il suo matrimonio con Francesco di Borselen fu felice ma, nell'estate del 1436, divenne palese una grande malattia di Giacomina. Ella morì infatti di "consunzione" (presumibilmente tubercolosi) al Castello di Teilingen, l'8 ottobre 1436 e, dal momento che non aveva discendenza, Filippo di Borgogna ereditò l'Hainaut, l'Olanda e la Zelanda, mentre il ducato di Baviera-Straubing era stato inglobato dagli altri ducati di Baviera.

## Discendenza
Giacomina non ebbe eredi: dai suoi quattro mariti ebbe un unico figlio nato morto nel 1424, dal suo terzo marito, Umfredo

## Ascendenza
|                                   |                        |                          | Genitori                         |  |  | Nonni |  |  | Bisnonni           |  |  | Trisnonni                  |  |
|                                   |                        |                          |                                  |  |  |       |  |  | Ludovico il Bavaro |  |  | Ludovico II del Palatinato |  |
|                                   |                        |                          |                                  |  |  |       |  |  | Ludovico il Bavaro |  |  | Ludovico II del Palatinato |  |
|                                   |                        | Matilde d'Asburgo        |                                  |  |  |       |  |  | Ludovico il Bavaro |  |  |                            |  |
| Alberto I di Baviera              |                        |                          |                                  |  |  |       |  |  | Ludovico il Bavaro |  |  |                            |  |
|                                   |                        | Margherita II di Hainaut | Guglielmo I di Hainaut           |  |  |       |  |  |                    |  |  |                            |  |
|                                   |                        | Margherita II di Hainaut | Guglielmo I di Hainaut           |  |  |       |  |  |                    |  |  |                            |  |
|                                   |                        | Margherita II di Hainaut | Giovanna di Valois               |  |  |       |  |  |                    |  |  |                            |  |
| Guglielmo II di Baviera-Straubing |                        | Margherita II di Hainaut |                                  |  |  |       |  |  |                    |  |  |                            |  |
|                                   |                        | Ludovico I il Giusto     | Boleslao III il Prodigo          |  |  |       |  |  |                    |  |  |                            |  |
|                                   |                        | Ludovico I il Giusto     | Boleslao III il Prodigo          |  |  |       |  |  |                    |  |  |                            |  |
|                                   |                        | Ludovico I il Giusto     | Margherita di Boemia             |  |  |       |  |  |                    |  |  |                            |  |
| Margherita di Brieg               |                        | Ludovico I il Giusto     |                                  |  |  |       |  |  |                    |  |  |                            |  |
|                                   |                        | Agnese di Sagan          | Enrico IV il Fedele              |  |  |       |  |  |                    |  |  |                            |  |
|                                   |                        | Agnese di Sagan          | Enrico IV il Fedele              |  |  |       |  |  |                    |  |  |                            |  |
|                                   |                        | Agnese di Sagan          | Matilde di Brandeburgo-Salzwedel |  |  |       |  |  |                    |  |  |                            |  |
| Giacomina di Hainaut              |                        | Agnese di Sagan          |                                  |  |  |       |  |  |                    |  |  |                            |  |
|                                   | Giovanni II di Francia | Filippo VI di Francia    |                                  |  |  |       |  |  |                    |  |  |                            |  |
|                                   | Giovanni II di Francia | Filippo VI di Francia    |                                  |  |  |       |  |  |                    |  |  |                            |  |
|                                   | Giovanni II di Francia | Giovanna di Borgogna     |                                  |  |  |       |  |  |                    |  |  |                            |  |
| Filippo II di Borgogna            | Giovanni II di Francia |                          |                                  |  |  |       |  |  |                    |  |  |                            |  |
|                                   |                        | Bona di Lussemburgo      | Giovanni I di Lussemburgo        |  |  |       |  |  |                    |  |  |                            |  |
|                                   |                        | Bona di Lussemburgo      | Giovanni I di Lussemburgo        |  |  |       |  |  |                    |  |  |                            |  |
|                                   |                        | Bona di Lussemburgo      | Elisabetta di Boemia             |  |  |       |  |  |                    |  |  |                            |  |
| Margherita di Borgogna            |                        | Bona di Lussemburgo      |                                  |  |  |       |  |  |                    |  |  |                            |  |
|                                   |                        | Luigi II di Fiandra      | Luigi I di Crécy                 |  |  |       |  |  |                    |  |  |                            |  |
|                                   |                        | Luigi II di Fiandra      | Luigi I di Crécy                 |  |  |       |  |  |                    |  |  |                            |  |
|                                   |                        | Luigi II di Fiandra      | Margherita I di Borgogna         |  |  |       |  |  |                    |  |  |                            |  |
| Margherita III delle Fiandre      |                        | Luigi II di Fiandra      |                                  |  |  |       |  |  |                    |  |  |                            |  |
|                                   |                        | Margherita di Brabante   | Giovanni III del Brabante        |  |  |       |  |  |                    |  |  |                            |  |
|                                   |                        | Margherita di Brabante   | Giovanni III del Brabante        |  |  |       |  |  |                    |  |  |                            |  |
|                                   |                        | Margherita di Brabante   | Maria d'Évreux                   |  |  |       |  |  |                    |  |  |                            |  |
|                                   |                        | Margherita di Brabante   |                                  |  |  |       |  |  |                    |  |  |                            |  |

### Fonti primarie
- (LA)  Monumenta Germaniae Historica, Scriptores, tomus XXI.
- (LA)  Monumenta Germaniae Historica, Scriptores, tomus XXV.
- (LA)  Chronologia Johannes de Bek.
- (LA)  Scriptores rerum silesiacarum: oder, Sammlung schlesischer ..., Volume 1

### Letteratura storiografica
- Henry Pirenne, "I Paesi Bassi", cap. XII, vol. VII (L'autunno del Medioevo e la nascita del mondo moderno) della Storia del Mondo Medievale, 1999, pp. 411–444.
- K.B. Mc Farlane, "Inghilterra: i re della casa Lancaster, 1399-1461", cap. XIII, vol. VII (L'autunno del Medioevo e la nascita del mondo moderno) della Storia del Mondo Medievale, 1999, pp. 445–508.